# Megan Donahue
Megan Elisabeth Donahue (New York, 5 dicembre 1962) è un'astronoma e astrofisica statunitense che studia le galassie e gli ammassi di galassie. È professore di fisica e astrofisica all'Università del Michigan e presidente della American Astronomical Society dal 2018 al 2020.

## Biografia
Megan Donahue è cresciuta in una fattoria nell'entroterra dello stato del Nebraska. Ha frequentato la St. Cecilia High School di Hastings, nel Nebraska, ha poi conseguito il Bachelor of Arts in fisica presso il Massachusetts Institute of Technology nel 1985. Ha quindi ottenuto un dottorato in astrofisica presso l'Università del Colorado nel 1990. Nella sua tesi di dottorato, si è occupata di teoria e osservazioni ottiche del gas nel mezzo intergalattico e tra ammassi di galassie. 

## Carriera
Dopo aver completato il dottorato, ha lavorato presso gli osservatori della Carnegie Institution for Science di Pasadena dal 1990 al 1993. Lì ha condotto ricerche su osservazioni ottiche e a raggi X. Presso lo Space Telescope Science Institute (STScI) di Baltimora, nel Maryland, ha lavorato dal 1993 al 2003 in vari ruoli, tra cui quella di astronoma per la preparazione del telescopio spaziale James Webb. Si è poi trasferita al Dipartimento di Fisica e Astronomia della Michigan State University come professore associato. Donahue è titolare di una cattedra ordinaria dal 2008. 
La sua ricerca si concentra sulle galassie, sui nuclei galattici attivi, sulla materia oscura e sul gas caldo negli ammassi di galassie.
In qualità di presidente dell'American Astronomical Society, Donahue ha espresso solidarietà alla causa di Black Lives Matter e ha fatto riferimento al prossimo piano strategico della società, che si concentrerà in particolare sulla diversità, l'equità e l'inclusione. 

## Riconoscimenti
- 1993 - Trumpler Award dalla Astronomical Society of the Pacific per la sua tesi.[4]
- 2001 - Membro dell'American Association for the Advancement of Science.

## Opere
- The Cosmic Perspective con Nicholas Schneider, Jeffrey Bennett e Mark Voit, 7ª edizione. Addison-Wesley, 2013, ISBN 978-0-321-83955-8.[5]